# Iglesia Presbiteriana de Chile
La Iglesia Presbiteriana de Chile (IPCh) es una denominación cristiana, protestante y reformada fundada el 7 de junio de 1868, en la ciudad de Santiago, siendo la primera Iglesia protestante chilena.
Tiene origen en el trabajo misionero del Dr. Rev. David Trumbull y de la Iglesia Presbiteriana Unida de Estados Unidos.
En la actualidad cuenta con cerca de 45 congregaciones a lo largo de Chile, agrupadas en 5 presbiterios.

## Historia
El establecimiento del presbiterianismo en Chile se debe a la labor del Rev. David Trumbull (1819-1889), quien fue enviado al país por la Sociedad Evangélica Extranjera Unión Cristiana.  
Su viaje fue una respuesta a la solicitud de los inmigrantes de habla inglesa de Valparaíso para que se les designase un pastor, para asistirles espiritualmente y predicar a los locales. Trumbull, que era congregacionalista, se había graduado en leyes en la Universidad de Yale (1842) y en teología en el Seminario de Princeton (1845).
Recién ordenado, llegó a Valparaíso el 25 de diciembre de 1845. Además de la atención pastoral y la capellanía, Trumbull amplió su radio de acción a la prensa (periódicos en inglés y español), a los derechos civiles (el matrimonio y el cementerio para no católicos) y a la educación secular (fundó la Escuela Popular de Valparaíso, ahora colegio Presbiteriano David Trumbull).
Con el tiempo se organizaría la primera iglesia evangélica chilena, en la ciudad de Santiago, el 7 de junio de 1868, específicamente en las calles Alonso Ovalle con Nataniel Cox. Esta Iglesia, llamada "Santísima Trinidad" inició su vida congregacional con sólo 11 personas.
El 1 de noviembre de 1871 se ordenaría al primer pastor protestante chileno e hispanoamericano, específicamente para la Iglesia "Santísima Trinidad", don José Manuel Ibáñez Guzmán, oriundo de San Felipe.

El 13 de junio de 1883 se organiza el primer presbiterio en Chile, cuerpo eclesiástico de gobierno democrático representativo que dirigiría las actividades de las congregaciones presbiterianas en territorio chileno, dependiente del Sínodo de Nueva York de la Iglesia Presbiteriana Unida en los Estados Unidos de América.

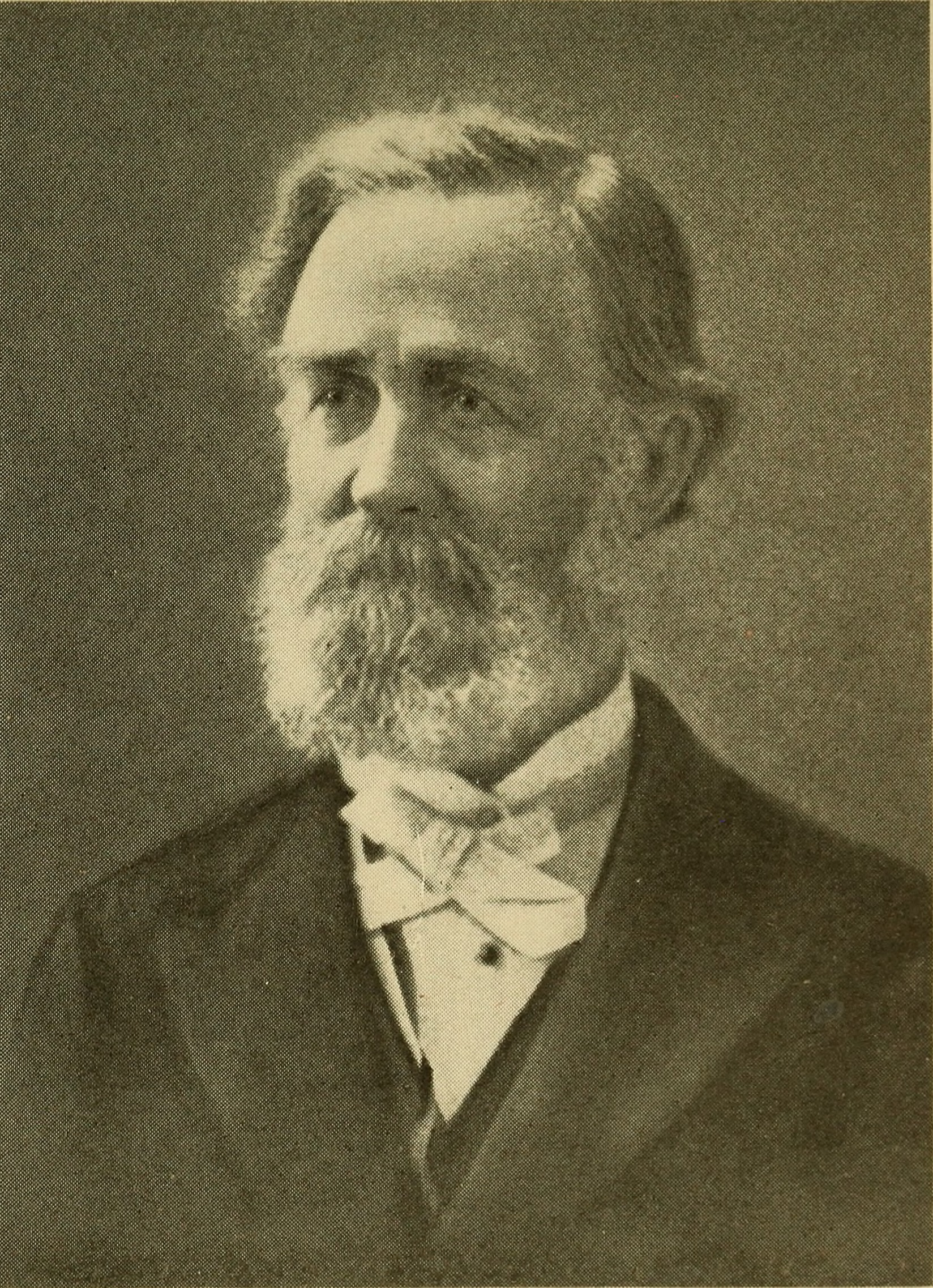
David Trumbull (Elizabeth, Estados Unidos, 1 de noviembre de 1819 - Valparaíso, Chile, 1 de febrero de 1889) ministro religioso estadounidense, fundador de diversas denominaciones protestantes, entre ella la Iglesia Presbiteriana de Chile

Sería hasta el año 1963 cuando el Presbiterio de Chile recibió el desafío de la Iglesia Presbiteriana Unida de Estados Unidos de ser una “Iglesia Independiente de Gobierno Autónomo”. Dicha entidad procedió a encaminar y oficializar, según sus normas constitucionales, la petición correspondiente al Sínodo de Nueva York, el cual la aprobó. 
De esta forma, el Presbiterio de Chile se constituye como Venerable Sínodo de la Iglesia Presbiteriana de Chile, con la creación de 3 presbiterios bajo su jurisdicción, instituyéndose como denominación independiente de la iglesia presbiteriana estadounidense en enero de 1964.

## Forma de Gobierno y Administración

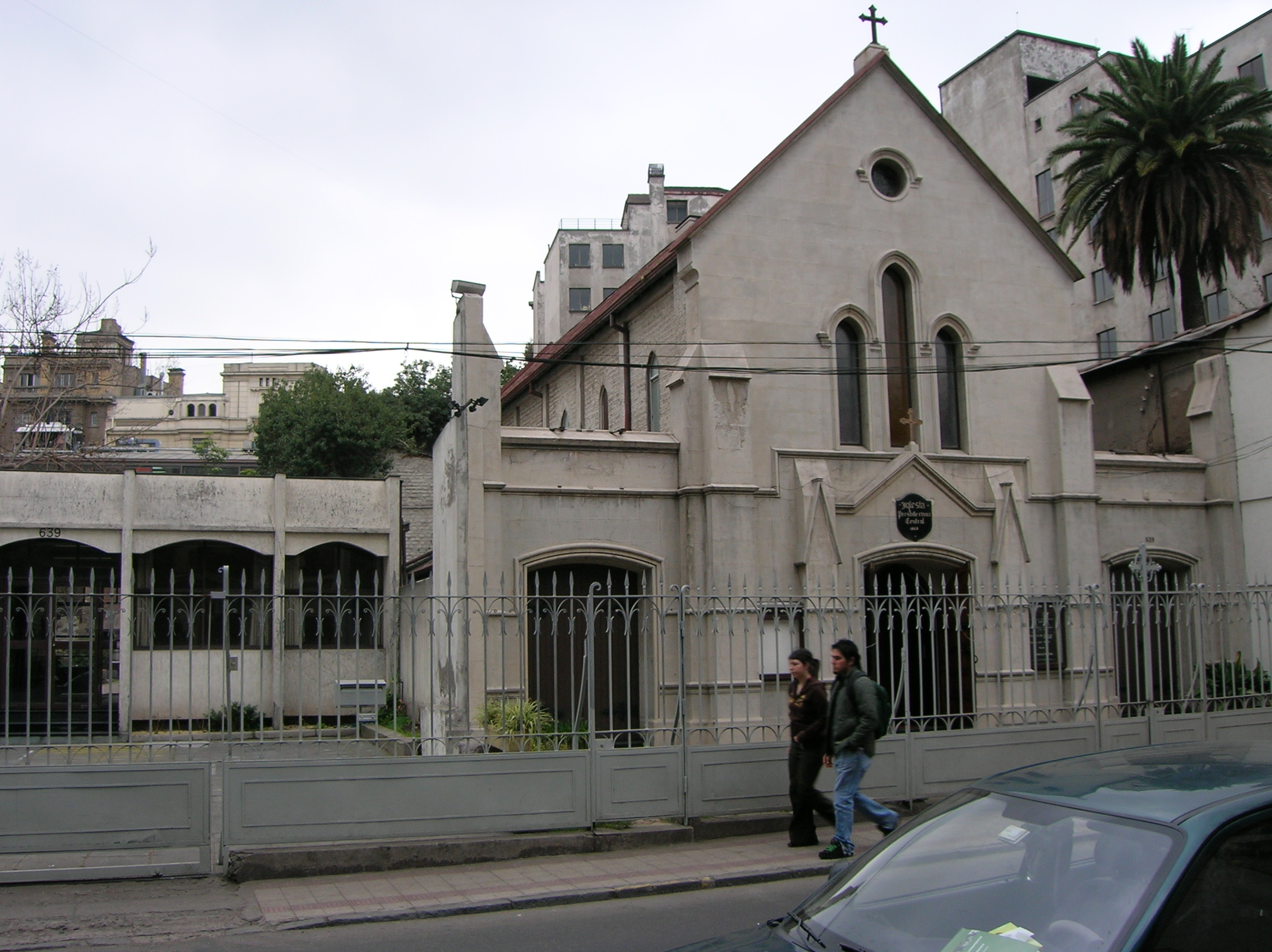
Templo de la Primera Iglesia Presbiteriana de Santiago, "Santísima Trinidad", ubicado en Santo Domingo 639, Santiago Centro.

La Iglesia Presbiteriana de Chile es una confederación de iglesias locales que tienen un sistema de gobierno democrático representativo, con un gobierno en cada iglesia local (Consistorio), y Consejos Superiores (Presbiterio, Sínodo y Asamblea General), formados a su vez por delegados representantes de cada uno de los consejos inferiores de todo el país. 
Sus autoridades ejercen un gobierno delegado, elegido por las asambleas y por un período preestablecido, de manera que la presidencia no recae sobre una sola persona sino siempre sobre un grupo de personas, elegidas democráticamente por la congregación.
Siguiendo el modelo de las iglesias del Nuevo Testamento, las iglesias presbiterianas son gobernadas por un consejo de presbíteros o ancianos elegidos democráticamente por los miembros de la iglesia. En este consejo –llamado “consistorio”– debe haber a lo menos dos presbíteros regentes que se encargan del gobierno administrativo y espiritual de la iglesia, y al menos un presbítero docente, también llamado “pastor”, que se encarga de la predicación y la enseñanza, además del gobierno administrativo y espiritual junto a los presbíteros regentes.
Las iglesias presbiterianas, además, forman federaciones de iglesias locales llamadas “presbiterios”. Los presbiterios son consejos compuestos por los pastores y por un presbítero regente representante de cada iglesia; estos consejos se encargan de servir a las iglesias locales a través de la coordinación del trabajo en conjunto de las mismas. 
Actualmente, la Iglesia Presbiteriana de Chile está compuesta por 5 presbiterios, los cuales son: Presbiterio Norte, Presbiterio V Región, Presbiterio Centro, Presbiterio Centro-Sur y Presbiterio Sur.
Los trabajos de los presbiterios y de las iglesias locales a lo largo de Chile, a su vez, están coordinados a nivel nacional por el Sínodo, el cual es un consejo compuesto por los representantes de cada presbiterio.  

## Doctrina
La Iglesia Presbiteriana de Chile declara su fe mediante la adopción de la Confesión de Fe de Westminster del año 1903 como símbolo doctrinal oficial, a la que reconoce como conteniendo el sistema de doctrina enseñado en las Sagradas Escrituras.  

Junto con ella, adopta también como símbolos doctrinales los Catecismos Mayor y Menor de Westminster, y el Catecismo de Heidelberg. Además, reconoce con la generalidad de la cristiandad universal los siguientes credos: Apostólico, NicenoConstantinopolitano, Atanasiano y de Calcedonia. 

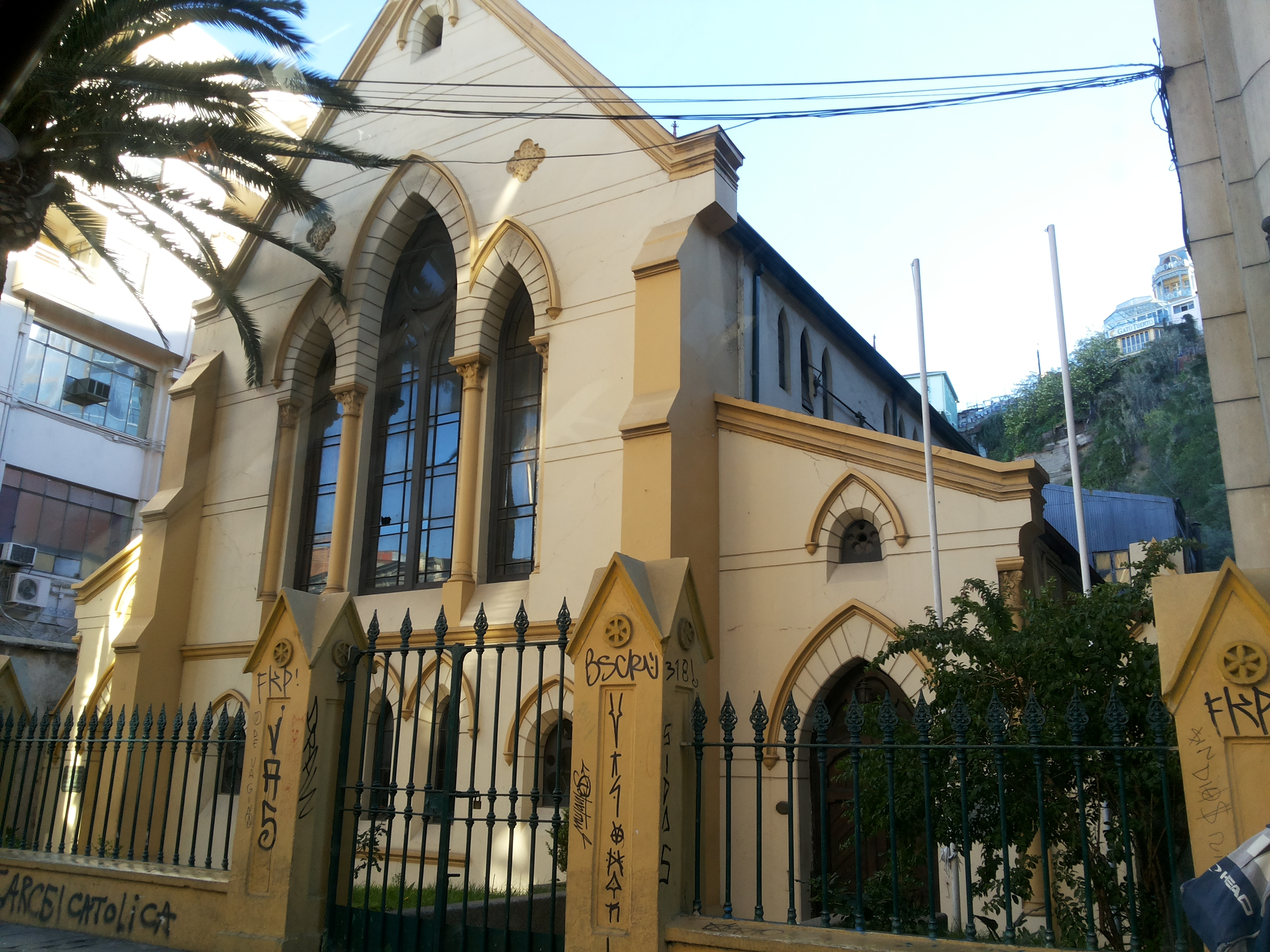
Templo de la Iglesia Presbiteriana de Valparaíso (1869), ubicada en Condell 1502, Valparaíso. Ostenta la categoría de Monumento Histórico desde el año 2003.

## Facultad de Teología Reformada
La iglesia formó en 2004 el Seminario Teológico Presbiteriano, hoy Facultad de Teología Reformada, como centro docente de estudios superiores especializado en teología, dependiente de la Iglesia Presbiteriana de Chile.
Hoy la Facultad de Teología Reformada entrega formación académica teológica a miembros de las Iglesias Evangélicas en Latinoamérica o cualquier otra ciudad del mundo. Ofrece formación a nivel de pre y postgrado, y diplomados en diferentes áreas de especialización. Capacita a quienes asumen el liderazgo y servicio a través de sus diferentes ministerios eclesiásticos.

## Educación y acción social
La Escuela Popular fundada por David Trumbull en 1869 funciona en la actualidad como "Colegio Presbiteriano David Trumbull", en la ciudad de Valparaíso, y depende de la Iglesia Presbiteriana de Chile.
La iglesia administra también el Hogar Presbiteriano de Ancianas "Florence Smith" en la ciudad de Quilpué, desde 1963.

## Relaciones intereclesiales
A nivel nacional, la IPCH se encuentra adherida al Concilio de Iglesias Protestantes Históricas de Chile (CIPHCh), donde las diferentes iglesias miembro se reúnen para tratar asuntos ecuménicos del protestantismo tradicional chileno.
En lo referente a relaciones internacionales, la denominación fue miembro de la Comunión Mundial de Iglesias Reformadas y la Alianza de Iglesias Presbiterianas y Reformadas de América Latina hasta febrero del 2024, donde luego de deliberar, se sostuvo que era necesario salir de dichas organizaciones a causa de la desemejanza con la teología liberal. 
Sostiene un acuerdo con la Iglesia Nacional Presbiteriana de México para la cooperación mutua en el esfuerzo de plantar nuevas iglesias en Chile, así como relaciones ecuménicas con la Iglesia Presbiteriana de Brasil, que también ayuda a plantar iglesias en el país mediante el envío de misioneros.. Del mismo modo, mantiene contactos con la Iglesia Presbiteriana en el Paraguay, denominaciones formadas por misioneros de la Iglesia Presbiteriana de Brasil.
La Facultad de Teología Reformada estableció un convenio de cooperación con el Comité de Educación de la Iglesia Presbiteriana San Andrés de Argentina, que establece acuerdos de colaboración en materias de educación teológica reformada.

## Símbolos

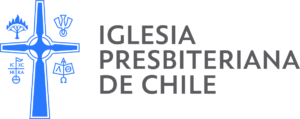
Emblema de la Iglesia Presbiteriana de Chile.

El símbolo oficial de la Iglesia Presbiteriana de Chile corresponde a la cruz céltica, con un círculo en el lugar de unión de los brazos, con la zarza ardiente en su extremo superior izquierdo; la paloma en su extremo superior derecho; la cruz transformada en bandera de victoria sobre el mundo; y la Biblia, abierta y con las letras griegas lambda y theta, atravesada por una flecha que en sus extremos contiene las letras griegas alfa y omega.